# ایوایلو پتف
ایوایلو پتف (بلغاری: Ивайло Богданов Петев؛ زادهٔ ۹ ژوئیهٔ ۱۹۷۵) بازیکن فوتبال بازنشسته و سرمربی اهل بلغارستان است.
وی بیشتر دوران بازی خود را در تیم زادگاهش لیتکس لووچ در پست هافبک گذراند و به همراه این تیم سابقه قهرمانی در لیگ دسته دوم بلغارستان و جام حذفی بلغارستان را در کارنامه دارد.
پتف در دوران مربی‌گری نیز علاوه بر هدایت تیم ملی کشورش و همچنین تیم ملی بوسنی و هرزگوین، در باشگاه‌هایی از بلغارستان، کرواسی، رومانی، عربستان، قبرس و لهستان نیز مربی‌گری کرده است.

## آمار سرمربیگری
تا تاریخ ۷ آوریل ۲۰۲۴
| تیم                   | کشور            | از              | تا              | نتایج      | نتایج | نتایج | نتایج | نتایج  | نتایج    | نتایج    | نتایج |
| تیم                   | کشور            | از              | تا              | تعداد بازی | برد   | تساوی | باخت  | گل زده | گل خورده | تفاضل گل | %برد  |
| --------------------- | --------------- | --------------- | --------------- | ---------- | ----- | ----- | ----- | ------ | -------- | -------- | ----- |
| لودوگورتس رازگراد     | بلغارستان       | ۱ ژوئیه ۲۰۱۰    | ۲۱ ژوئیه ۲۰۱۳   | ۹۴         | ۶۲    | ۱۹    | ۱۳    | ۱۸۶    | ۶۶       | —        | ۰۶۶   |
| لفسکی صوفیه           | بلغارستان       | ۸ اکتبر ۲۰۱۳    | ۹ اکتبر ۲۰۱۳    | ۰          | ۰     | ۰     | ۰     | ۰      | ۰        | —        | —     |
| لیماسول               | قبرس            | ۲۵ اکتبر ۲۰۱۳   | ۱۷ نوامبر ۲۰۱۴  | ۴۳         | ۲۶    | ۸     | ۹     | ۷۸     | ۴۰       | —        | ۰۶۰   |
| بلغارستان             | بلغارستان       | ۱۷ دسامبر ۲۰۱۴  | ۲۷ سپتامبر ۲۰۱۶ | ۱۳         | ۵     | ۲     | ۶     | ۱۴     | ۲۵       | —        | ۰۳۸   |
| دینامو زاگرب          | کرواسی          | ۲۹ سپتامبر ۲۰۱۶ | ۱۳ ژوئیه ۲۰۱۷   | ۳۵         | ۲۳    | ۵     | ۷     | ۶۰     | ۲۶       | —        | ۰۶۶   |
| اومانیا               | قبرس            | ۱۴ دسامبر ۲۰۱۷  | ۲۱ مارس ۲۰۱۸    | ۱۵         | ۸     | ۱     | ۶     | ۳۱     | ۲۱       | —        | ۰۵۳   |
| القادسیه              | عربستان سعودی   | ۵ نوامبر ۲۰۱۸   | ۱۰ مارس ۲۰۱۹    | ۱۵         | ۵     | ۲     | ۸     | ۱۷     | ۲۰       | —        | ۰۳۳   |
| یاگلونیا بیاویستوک    | لهستان          | ۳۰ دسامبر ۲۰۱۹  | ۳۱ ژوئیه ۲۰۲۰   | ۱۷         | ۶     | ۵     | ۶     | ۱۷     | ۲۵       | —        | ۰۳۵   |
| بوسنی و هرزگوین       | بوسنی و هرزگوین | ۲۱ ژانویه ۲۰۲۱  | ۳۱ دسامبر ۲۰۲۲  | ۲۰         | ۶     | ۷     | ۷     | ۱۹     | ۲۴       | —        | ۰۳۰   |
| لودوگورتس رازگراد     | بلغارستان       | ۷ مارس ۲۰۲۳     | ۲۷ اکتبر ۲۰۲۳   | ۴۲         | ۲۵    | ۵     | ۱۲    | ۸۹     | ۴۹       | —        | ۰۶۰   |
| یونیورسیتاتئا کرایووا | رومانی          | ۷ نوامبر ۲۰۲۳   | ۱۰ آپریل ۲۰۲۴   | ۲۰         | ۱۰    | ۵     | ۵     | ۳۴     | ۲۷       | —        | ۰۵۰   |
| مجموع                 | مجموع           | مجموع           | مجموع           | ۳۱۴        | ۱۷۶   | ۵۹    | ۷۹    | ۵۴۵    | ۳۲۳      | —        | ۰۵۶   |